# Heazlewoodita
La heazlewoodita es un mineral de la clase de los minerales sulfuros. Fue descubierta en 1896 en una mina del distrito de Heazlewood, en la isla de Tasmania (Australia), motivo por el que se puso este nombre.

## Características químicas
Es un sulfuro simple de níquel, una composición química casi igual a la godlevskita, siendo muy frecuente que lleve como impureza el elemento hierro.

## Formación y yacimientos
Aparece asociado a rocas serpentinas, en zonas probablemente de influencia hidrotermal. Más concretamente suelen ser rocas dunitas serpentinizadas y ofiolitas. También se ha encontrado en rocas máficas intrusivas estratificadas, donde puede que se forme como mienral secundario por baja temperatura. Por último, se ha encontrado en xenolitos del manto.
Suele encontrarse asociado a otros minerales como: calcopirita, violarita, cubanita, milerita, mackinawita, orcelita, zaratita, shandita, pentlandita, magnetita, awaruíta, cromita o minerales del grupo del platino.

## Usos
Por su contenido en níquel puede ser usado como mena de este metal.